# Teatro Orpheum (Vancouver)
Il teatro Orpheum (in inglese Orpheum Theatre) è un locale per spettacoli teatrali e musicali a Vancouver, Columbia Britannica. Insieme con il teatro Queen Elizabeth e la Vancouver Playhouse, è parte del gruppo teatri civici di Vancouver che riunisce i locali per le esibizioni dal vivo. È la sede permanente dell'Orchestra sinfonica di Vancouver. L'Orpheum si trova sulla Granville Street vicino a Smithe Street, nel cuore della città di Vancouver. L'interno del teatro è stato un luogo di rilievo nella pluripremiata serie televisiva del 2004 Battlestar Galactica, dove fu addobbato per simulare un teatro celeste.

## Storia

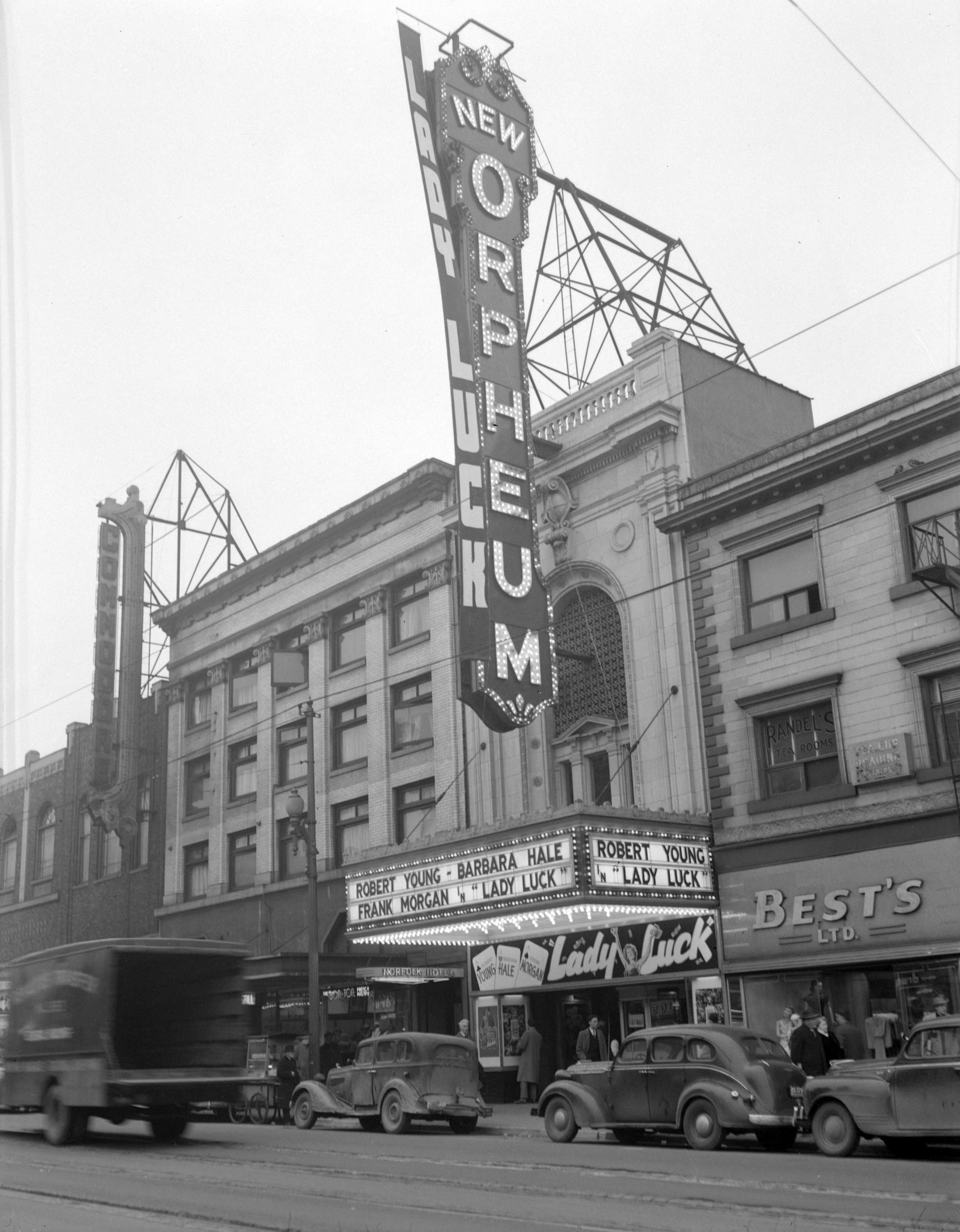
Il Teatro Orpheum con la pubblicità per il film Lady Luck, circa 1946.

Progettato dall'architetto scozzese Marcus Priteca, il teatro aprì ufficialmente il 7 novembre 1927, come un teatro del vaudeville, ma ospitò il suo primo spettacolo il giorno precedente. Il vecchio Orpheum, al 761 di Granville Street, fu rinominato Teatro Vancouver. Poi fu chiamato il Lyric, poi il Cinema Internazionale, poi Lyric ancora una volta, prima di essere chiuso per la demolizione nel 1969, per far posto alla prima fase del progetto Pacific Centre. Il Nuovo Orpheum, che era il più grande teatro in Canada quando aprì nel 1927, con tremila posti a sedere, costò $ 1,25 milioni per la costruzione. Il primo direttore del teatro fu William A. Barnes.
Dopo la fine del periodo d'oro del vaudeville nei primi anni 1930, l'Orpheum divenne soprattutto un cinema sotto la proprietà di Famous Players, anche se all'occasione avrebbe continuato ad ospitare eventi dal vivo. Ivan Ackery gestì l'Orpheum durante la maggior parte di questo periodo, dal 1935 fino al suo pensionamento nel 1969.
Nel 1973, per motivi economici, la Famous Players decise di sventrare l'interno dell'Orpheum e trasformarlo in un multiplex. Una campagna "Salviamo l'Orpheum", di protesta e raccolta fondi pubblici fu lanciata che anche Jack Benny volò ad aiutare, e l'Orpheum fu salvato. Il 19 marzo 1974, la città di Vancouver acquistò il teatro per $ 7,1 milioni, con $ 3,1 milioni provenienti dalla città stessa, e $ 1.5 milioni da ciascuno dei governi provinciali e federali. L'Orpheum chiuse nel mese di novembre 1975 e fu iniziato un rinnovamento ed un restauro dalla società di architettura Thomson, Berwick, Pratt & Partners. Riaprì il 2 aprile 1977 e da allora è stato la sede permanente della Vancouver Symphony Orchestra. Tony Heinsbergen, un designer americano che in origine aveva scelto la combinazione di colori per gli interni (avorio, verde muschio, oro e bordeaux) fu riportato, cinquant'anni dopo, per la ristrutturazione. Nel 1983, un ingresso aggiuntivo fu aperto su Smithe Street.
Nel 1979 il teatro fu dichiarato Sito Storico Nazionale del Canada.
Nel 2006, fu proposto lo sviluppo del Capitol Residence per il vecchio cinema Capitol 6 adiacente all'Orpheum. La città di Vancouver diede il permesso di sviluppo per l'altezza e la densità in più sul suo terreno in cambio di una maggiore espansione dell'Orpheum, tra cui una zona backstage a lungo desiderata. Questo fu il più grande comfort nel commercio nella storia della città, e aumentò l'usabilità della struttura.
L'insegna al neon dell'Orpheum fu donata da Jim Pattison nel 1970.
Il teatro e la sua insegna al neon sono stati usati come un luogo chiave in diversi episodi della serie di fantascienza Battlestar Galactica e Fringe, così come Highlander: The Series. È stato anche il luogo delle riprese del documentario di Dan Mangan Cosa succede dopo? di Brent Hodge.

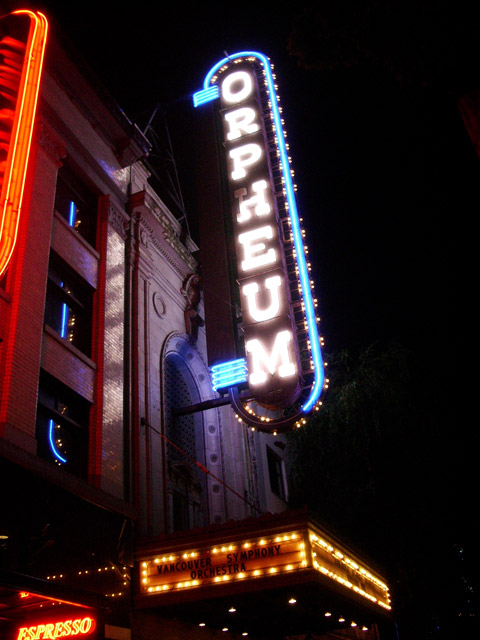
Il Teatro Orpheum, con la pubblicità della Vancouver Symphony Orchestra.